# Relacions entre Angola i Cuba
Les relacions entre Angola i Cuba es refereix a les relacions bilaterals històriques i actuals entre la República d'Angola i Cuba. Durant la Guerra Civil angolesa les tropes cubanes lluitaren al costat del govern del MPLA, aleshores moviment marxista-leninista contra les guerrilles d'UNITA i Front Nacional d'Alliberament d'Angola (FNLA), que rebien suport Occidental i eren ajudades per l'exèrcit sud-africà. Durant la guerra va canviar el MPLA deixà de ser un partit marxista-leninista a un partit de sistema democràtic multipartidista basat en principis neoliberals (el MPLA també va eliminar del seu nom "Partit del Treball", una clara d'abandó de llurs aspiracions comunistes). Des d'una perspectiva econòmica, Cuba ha perdut el seu estatut preferent entre els angolesos i Sud-àfrica s'ha convertit en el major inversor individual i soci comercial d'Angola (llevat la venda de petroli).
En 2007 Pedro Rosso Leal era l'ambaixador de Cuba a Angola.

## Història

### Anys 1960
La relació de Cuba amb Angola va començar en la dècada de 1960 com a part del moviment de la "Segona Revolució" anunciada per Fidel Castro. El moviment tenia la intenció de portar el marxisme-leninisme a Àfrica començant principalment al Zaire (avui conegut com a República Democràtica del Congo). El fracassat intent d'assentar-se al Zaire va oferir diverses lliçons a Cuba que es van utilitzar per identificar millors les nacions candidates, líders i millors oportunitats d'èxit.
Jonas Savimbi, futur president d'UNITA, es va trobar amb el Che Guevara en 1965, qui va dir als seus superiors que no confiava en Savimbi, i que possiblement representava un perill. Això probablement estava relacionat amb el fet que Savimbi no tenia cap aspiració notable cap al marxisme-leninisme. No obstant això, per a sorpresa de Cuba, Agostinho Neto (llavors cap del MPLA) tenia una forta inclinació marxista que s'adaptava a l'agenda cubana. En la dècada de 1960 Cuba va mobilitzar un grup de treball per ajudar Agostinho Neto a construir un exèrcit i dur a terme una campanya de terror contra els amos colonials portuguesos amb la intenció d'obtenir la independència i instal·lar un estat marxista.

### 1975
En 1975, en resposta a les demandes de la Revolució dels Clavells, Portugal va decidir retirar-se de les seves colònies africanes. Per aquesta època Cuba ja s'havia infiltrat i havia començat a realitzar activitats a gran escala en les colònies portugueses de Guinea Bissau, Moçambic i Angola. D'aquestes colònies africanes, Angola tenia grans quantitats de petroli i abundància d'altres recursos naturals. Atès que la dècada dels setanta es va convertir en el despertar de l'era petrolífera i sabent que les grans reserves de petroli d'Angola servirien per convertir-la en un ric i fort promotor d'una expansió marxista, Cuba es va centrar principalment a recolzar moviments rebels marxistes angolesos sobre els moviments d'alliberament d'altres colònies portugueses, iniciant així la relació especial entre Cuba i Angola.
Portugal va fixar la data d'independència d'Angola per l'11 de novembre de 1975. Tres moviments d'alliberament prominents es van disputar el lideratge del nou país independent: UNITA, FNLA i el MPLA. Cadascun dels tres moviments va rebre assistència estrangera, UNITA dels països occidentals, FNLA de la Xina (i més tard d'Occident) i MPLA de la URSS i Cuba. A pesar que es van fer molts intents exhaustius (per part de Portugal) perquè els tres moviments acceptessin un sistema democràtic pacífic de repartiment del poder (amb democràcia multipartidista), l'espectre de ser l'únic governant d'Angola semblava soscavar qualsevol solució pacífica. Cuba va agregar al fracàs del tractat d'Alvor (unir les tres parts) induir al MPLA a creure que amb el suport de Cuba podrien dominar qualsevol confrontació militar i guanyar el govern d'Angola.
Amb el fracàs del tractat d'Alvor, es va fixar l'escenari per un enfrontament entre els tres partits en disputa. El vencedor es convertiria en el cap totpoderós d'Angola. Semblava una conclusió inevitable que el partit que controlés Luanda (la capital) l'11 de novembre de 1975 seria reconegut com a partit governant. Això va posar al MPLA (que tenia base a Luanda) amb un avantatge natural. Els altres dos partits van buscar ajuda militar estrangera per assumir el MPLA recolzat per Cuba i fer un intent de guanyar el control de Luanda.
Castro va acomiadar al President de l'Estat Major Conjunt i als caps de les Forces Armades Revolucionàries de Cuba (MINFAR) i de la Força Aèria entre el 20 d'agost i el 5 de setembre perquè posessin tota la seva energia a la planificació i orquestració de la intervenció cubana a Angola. Els soviètics, conscients dels plans de Castro, es van oposar als plans (ja que els soviètics creien correctament que els cubans podien desencadenar una major discòrdia en la distensió de la guerra freda), però van romandre al seu costat. Castro va demanar Leonid Bréjnev que els oficials d'estat major entrenessin les Forces Armades Populars d'Alliberament d'Angola i transportessin els soldats cubans, cosa que la URSS va ignorar. Els soviètics van enviar consellers militars als líders del MPLA a Brazzaville. El govern cubà va donar al MPLA 12.000 fusells M-52 de Txecoslovàquia, 133 RPG de Bulgària, morters, artilleria lleugera i metralladores.
Els dirigents cubans van nomenar Raúl Díaz Argüelles comandant de la Missió Militar Cubana a Angola. Argüelles, subordinat al general Abelardo Colom Ibarra, primer viceministre de les FAR, va viatjar amb 480 soldats de Cuba a Lisboa i després a Luanda. Es van escapar de la detecció fent-se passar per turistes, arribant el 21 d'agost. Cap portava armes. Molts portaven equipatge ple de diners en efectiu.
L'intens esforç dels cubans va fer del MPLA el principal poder militar. Veient la massa d'armes militars fabricades pels soviètics que arribaven a Angola (destinada a les forces cubanes i quadres del MPLA), Savimbi va fer una crida desesperada a Occident per obtenir ajuda. La CIA havia estat seguint l'evolució comunista a Angola i va comprendre la gravetat de la situació. Encara que la CIA volia intervenir en gran escala, les lleis dels Estats Units (Esmena Clark) van restringir severament la intervenció de la CIA en guerres no declarades. La CIA va intentar eludir la seva pròpia legislació i va emprar un nombre limitat de mercenaris compromesos a Angola. La CIA també es va dirigir a Sud-àfrica (en aquest moment un estat d'apartheid) per rebre assistència en resposta a la intervenció cubana. Sud-àfrica havia invertit en el Pla Hidroelèctric de Caluque al sud d'Angola (que alimentava Namíbia) i tenia temor natural dels efectes de la inestabilitat a Angola, pel que Sud-àfrica va enviar inicialment tropes per protegir l'Esquema Hidrogràfic (i més tard va intervenir en la guerra civil).
El govern de la Unió Soviètica, molt conscient de l'activitat de Sud-àfrica al sud d'Angola, va enviar soldats cubans a Luanda una setmana abans de l'11 de novembre, data assenyalada per la independència. Mentre els oficials cubans encapçalaven la missió i proporcionaven la major part de les tropes, 60 oficials soviètics de la República del Congo es van unir als cubans el 12 de novembre. Els dirigents soviètics van prohibir expressament als cubans intervenir en la guerra civil d'Angola, xoncentrant la missió wn contenir Sud-àfrica. Cuba va fer cas omís de les súpliques soviètiques i va emprendre una invasió a gran escala amb un sorprenent contingent de 35.000 soldats que va aterrar a Angola al moment culminant de la seva invasió.
En 1975 i 1976 la majoria de les forces estrangeres, amb l'excepció de les cubanes, es van retirar. Els últims elements militars portuguesos es van retirar en 1975. Els Estats Units es van trobar en un atzucac polític amb el suport del govern intern i la discòrdia sobre la qüestió d'Angola (de la qual Cuba i la URSS es van aprofitar). Finalment, al febrer de 1976, l'Esmena Tunney va prohibir als Estats Units participar a Angola. Sense el suport oficial estatunidenc, els militars sud-africans van començar la seva retirada al febrer de 1976. D'altra banda, la força de tropes de Cuba a Angola va augmentar de 5.500 al desembre de 1975 a 11.000 al febrer de 1976. Les forces del FNLA van ser aixafades per l'Operació Carlota, un atac conjunt cubano-angolès contra Huambo el 30 de gener de 1976. A mitjan novembre, el govern de Huambo havia guanyat el control sobre el sud d'Angola i va començar a empènyer cap al nord.

### 1977
El govern angolès i les tropes cubanes controlaven totes les ciutats del sud en 1977, però els camins del sud s'enfrontaven als reiterats atacs d'UNITA. Savimbi va expressar la seva disposició per a l'acostament amb el MPLA i la formació d'un govern unitari, socialista, però va insistir en la retirada cubana primer. "El veritable enemic és el colonialisme cubà", va dir Savimbi als periodistes, advertint, "Els cubans s'han apoderat del país, però tard o d'hora sofriran el seu propi Vietnam". El govern i les tropes cubanes van utilitzar llançaflames, buldòzers i avions amb napalm per destruir llogarets 2,6 kilòmetres al llarg de la frontera entre Angola i Namíbia. Només les dones i els nens van passar per aquesta zona, el "corredor de Castro", perquè les tropes del govern havien matat tots els homes majors de deu anys per evitar que s'unissin a UNITA. El napalm va matar el ramat per alimentar les tropes del govern i per prendre represàlies contra els simpatitzants d'UNITA. Els angolesos van fugir de la seva pàtria; 10.000 cap al sud a Namíbia i 16.000 a l'est a Zàmbia, on vivien en camps de refugiats. El ministre d'afers exteriors del Regne Unit Lord Carington va expressar preocupacions similars sobre la participació britànica en la Guerra de la Selva de Rhodèsia durant les negociacions de Lancaster House en 1980.

### Invasions de Shaba

Shaba, Zaire.

1.500 membres del Front d'Alliberament Nacional del Congo (FNLC) van envair la província de Katanga (ara Shaba, Zaire) des de l'est d'Angola el 7 de març de 1977. El FNLC va voler enderrocar Mobutu i el govern angolès, que patia el suport de Mobutu al FNLA i a UNITA, no va intentar detenir la invasió. El FNLC no va capturar Kolwezi, el centre econòmic del Zaire, però va prendre Kasaji i Mutshatsha. Les tropes zaireses van ser derrotades sense dificultat i el FNLC va seguir avançant. El 2 d'abril Mobutu va demanar ajuda al camerunès William Eteki Mboumoua, President de l'Organització d'Unitat Africana.. Vuit dies més tard, el govern francès va respondre a la súplica de Mobutu i va aerotransportar 1.500 soldats marroquins a Kinshasa. Aquesta força de tropes va treballar conjuntament amb l'exèrcit zairès i el FNLA d'Angola amb cobertura aèria de pilots egipcis que volaven avions de combat francès Mirage per batre al FNLC. La força de la contrainvasió va empènyer els invasors, juntament amb un nombre de refugiats, a Angola i Zàmbia a l'abril.
Mobutu va acusar al govern angolès, així com als governs cubà i soviètic, de complicitat en la guerra. Mentre que Neto recolzava el FNLC, el suport del govern angolès al FLNC era la resposta al suport continu de Mobutu als anticomunistes d'Angola. L'Administració de Jimmy Carter, no gaire convençuda de la participació cubana, va respondre oferint una escassa quantitat de 15 milions de dòlars d'ajuda no militar. La timidesa estatunidenca durant la guerra va provocar un canvi en la política exterior del Zaire dels Estats Units cap a França, que es va convertir en el major proveïdor d'armes del Zaire després de la intervenció. Neto i Mobutu signaren un acord de fronteres el 22 de juliol de 1977.

### Revolta nitista
El ministre de l'Interior de Neto, Nito Alves, havia suprimit amb èxit la Revolta do Leste de Daniel Chipenda i la Revolta Activa durant la Guerra de la Independència d'Angola. El fraccionisme dins del MPLA es va convertir en un gran desafiament al poder de Neto a la fi de 1975 i va donar a Alves la tasca de reprimir una vegada més la disensió. Alves va tancar els Comitès Cabral i Henda al mateix temps que va ampliar la seva influència dins del MPLA a través del control dels periòdics nacionals i de la televisió estatal. Alves va visitar la Unió Soviètica a l'octubre de 1976. Quan va tornar, Neto va començar a prendre mesures per neutralitzar l'amenaça que veia en els nitistes, seguidors d'Alves. Deu cotxes blindats amb la VIII Brigada de la FAPLA van irrompre a la presó de São Paulo a les quatre de la matinada del 27 de maig, matant al director de la presó i alliberant a més de 150 partidaris, entre ells 11 que havien estat arrestats només uns dies abans. La brigada va assumir el control de l'emissora de ràdio a Luanda a les 7 del matí i va anunciar el seu cop, anomenant-se el Comitè d'Acció del MPLA. La brigada va demanar als ciutadans que demostressin el seu suport al cop en manifestar-se enfront del palau presidencial. Els nitistes van capturar Bula i Dangereaux, generals lleials a Neto, però Neto havia traslladat la seva base d'operacions des del palau al Ministeri de Defensa per temor a aquest aixecament.
En aquest moment, Cuba ja havia establert un acord amb Neto per rebre aproximadament 1.000 dòlars per cubà (a Angola) fent de la invasió angolesa una empresa molt rendible per als cubans. Qualsevol disgust amb aquesta aventura no seria tolerat pels cubans.
Per aquesta raó, en una flagrant intervenció en els afers interns d'Angola, les tropes cubanes van reprendre el palau a petició de Neto i van marxar a l'estació de ràdio. Després d'una hora de lluita, els cubans ho van aconseguir i van procedir a les casernes de la VIIIa brigada, recapturades a la 1:30 p. m. Mentre la força cubana va capturar el palau i l'estació de radi, els nitistes van segrestar a set líders dins del govern i l'exèrcit, disparant i matant-ne sis.
Mentre que els soldats cubans van ajudar activament Neto a neutralitzar el cop, Alves i Neto van creure que la Unió Soviètica recolzava l'expulsió de Neto. Raúl Castro va enviar quatre mil soldats addicionals per evitar més dissensions a de les files del MPLA i es va reunir amb Neto l'agost en una mostra de solidaritat. En contrast, la desconfiança de oen el lideratge soviètic va augmentar i les relacions amb la URSS van empitjorar.
L'enclavament productor de petroli de Cabinda era una colònia separada de Portugal que era durant un temps curt va estar sota la jurisdicció del governador portuguès d'Angola. Al moment de l'alliberament, Cabinda va ser posada sota custòdia angolesai fou ràpidament absorbida pel MPLA com a part d'Angola. Els drets d'autodeterminació del poble de Cabinda, una nació geogràficament separada, van ser ignorats pel MPLA i el govern cubà. El Moviment Popular per a l'Alliberament de Cabinda, un grup rebel separatista de Cabinda, va atacar una base cubana prop de Tshiowa l'11 d'agost. Les forces cubanes van rebutjar qualsevol atac als camps de petroli de Cabinda i van col·locar-hi més de 2.000 soldats per vigilar les instal·lacions de producció de petroli propietat de companyies estatunidenques, creant una dura ironia en la propaganda publicitària cubana.

### 1978
La UNITA va publicar un comunicat de París el 13 de novembre de 1978, en el qual detallava un atac contra UNITA per 20.000 soldats de Portugal, Cuba, Katanga, Alemanya Occidental i el MPLA.

### Anys 1980
La relació de Cuba amb Angola es va alterar, el comandament militar es transferiria als soviètics i els cubans se centrarien en un programa més humanitari i d'infraestructura. Durant aquest període, Cuba va implementar una impressionant assistència al MPLA per asseure les bases d'un veritable estat marxista amb valors comunistes. Els cubans van portar-hi metges, mestres i enginyers. L'assistència mèdica cubana va ser tan gran que el castellà era la llengua de la medicina a Angola. Aquest aspecte clau de les relacions cubano-angoleses encara perdura fins als nostres dies. A més de proporcionar mestres a Angola, Cuba també va proporcionar beques perquè els angolesos estudiessin a universitats cubanes. Cuba va mostrar una intenció bona, clara i positiva en els sectors de la medicina i la salut. Desafortunadament, la intervenció cubana en altres sectors (agricultura i infraestructura civil) va ser afeblida pels ideals marxistes i els experiments cubans. La canya cubana és més gran i té un rendiment més alt que la canya de sucre angolesa. Basant-se en aquest simple principi, Cuba va exterminar tota la canya de sucre angolesa i la va substituir per la "millor" canya cubana. Desafortunadament, la canya cubana no es va adaptar a l'ambient angolès i va fracassar. Havia caigut en picat, Cuba havia aniquilat tota la canya de sucre angolesa. Amb la indústria de la canya de sucre aniquilada, Cuba canibalitzà els molins de canya de sucre angolesos i va portar les peces a Cuba. Cuba va construir moltes cases com a part d'un ampli programa d'habitatge usant una tècnica de construcció industrialitzada que també va ser experimental i es va convertir en fracàs. Avui, els angolesos es refereixen a aquestes cases com les "Gàbies Cubanes".
L'acumulació de petits incidents va començar a tibar la relació entre Cuba i Angola: les forces cubanes eren vistes com els salvadors d'Angola i se'ls donaven privilegis especials sobre els angolesos. Privilegis dels que els cubans semblaven haver-ne abusat. Qualsevol disputa menor es resoldria normalment a favor dels cubans, i el creixent sentiment que els angolesos eren ciutadans de segona classe al seu propi país va augmentar el ressentiment. Després de tot, els angolesos havien lluitat per obtenir l'alliberament dels colons portuguesos només per ser sotmesos a un sistema cubà de discriminació.
Probablement la major caiguda en la relació entre Angola i Cuba (durant aquest període) va ser el saqueig sistemàtic de propietat per part dels cubans. Sota el principi marxista tots els béns pertanyien a l'Estat. Com a exemple, sota la definició de "tota propietat", els automòbils nacionals que un normalment pertanyien a individus ara pertanyen a l'estat. No obstant això, a causa del conflicte i les convulsions socials molts ciutadans portuguesos van fugir d'Angola, abandonant els seus cotxes. Molts soldats cubans d'alt rang van trobar aquests cotxes abandonats i se'ls quedaren. Alts funcionaris angolesos van sentir-se insultats en trobar molts cotxes angolesos amb plaques angoleses conduint pels carrers de l'Havana. Molts incidents similars com el saqueig cubà de fustes rares a Cabinda van començar a mostrar tensió en la relació entre Angola i Cuba.
Irònicament, la relació entre Angola, Cuba i la Unió Soviètica va ser fortament finançada per les vendes de petroli als països capitalistes. Tant la Unió Soviètica com Angola eren grans exportadors de petroli que proporcionaven fons per a les diverses iniciatives cubanes. Durant els anys 1984 a 1988 el preu mundial del petroli es va desplomar (el que eventualment va conduir al col·lapse de la Unió Soviètica) i la capacitat d'Angola per finançar projectes cubans va ser severament reduïda fins al punt que Angola ja no podia pagar cap assistència estrangera i va endeutar-se. Sense diners per capgirar la situació i les tensions internes entre els angolesos i els cubans, a finals de 1980 la relació bilateral va canviar dramàticament. Per a Cuba Angola ja no li suposava ingressos, sinó una operació molt costosa per finançar una força militar i civil a Angola. Cuba també estava sofrint les seves pròpies dificultats, basades en una economia dirigida que sistemàticament s'havia tornat massa costosa de manejar. Encara que les dues parts encara mantenien una relació respectuosa, la ràpida sortida dels ocupants cubans va ser una conclusió inevitable.
L'imminent col·lapse de la Unió Soviètica condueix a un desesperat intent d'afeblir seriosament als enemics militars en preparació perquè el MPLA "marxi sol". Sota la direcció del Soviet General, a la fi de 1987 es va planejar un atac per trencar UNITA. L'atac seria llançat des de Cuito-Cuanavale i es mouria cap la fortalesa d'UNITA a Mavinga. Els militars cubans van plantejar correctament la preocupació per tot el procés d'atac, ja que havien fet un intent similar en 1985 quan les forces sud-africanes van intervenir i tot l'atac es va convertir en un fracàs desastrós. No obstant això, com en 1985, els sud-africans van intervenir i l'atac va ser de nou un fracàs desastrós i les tropes soviètiques i del MPLA foren detingudes al riu Lomba pels sud-africans. Va ser en la batalla del riu Lomba que el MPLA es va adonar que la sortida imminent dels cubans i els soviètics els deixaria sols i afeblits. El MPLA va decidir entaular negociacions amb l'objectiu primordial de treure als sud-africans d'Angola i combatre UNITA sense intervenció estrangera. En una sèrie de batalles de seguiment, les tropes sud-africanes i d'UNITA van foragitar les tropes soviètiques i del MPLA de la vila de Cuito Cuanavale.
Fidel Castro es va adonar que el seu somni d'Angola com un fort estat marxista a Àfrica i un mirall per propagar el marxisme a Àfrica s'evaporaria ràpidament si no prestava ajuda al MPLA. Castro va reaccionar en suport del MPLA enviant 35.000 efectius a Cuito Cuanavale. No obstant això, les negociacions de pau havien progressat i Cuba necessitava participar en les negociacions per assegurar almenys una forma de sortida honorable d'Angola. Amb la presència cubana en la taula, les negociacions es van conèixer com l'Acord Tripartit.
Cuba va intentar trencar el setge de Cuito Cuanvale, però va descobrir que el canó sud-africà G5 Howitzer havia creat estralls, perjudicant greument la ruta de subministrament a Cuito (coneguda com el "camí de la mort"). Castro va tornar les seves tropes cap al sud i va fer un avanç directe a la frontera de Namíbia en un intent d'un últim atac honorable. Una vegada més, el canó G5 sud-africà va ser utilitzat amb resultats aterridors i va detenir l'avanç. Sense consultar al MPLA i als soviètics, Castro va llançar els seus avions de combat MiG, tractant inicialment de retirar els canons G5, però en el mateix vol es van bolcar i van atacar el sistema hidroelèctric de Caluque. Aquest atac gairebé va soscavar les negociacions de pau i de nou va tibar la relació entre Cuba i Angola (i la Unió Soviètica).
Poc després que s'assolissin les negociacions i l'acord, Cuba va aplicar el seu programa prescrit de retirar les seves tropes d'Angola, que es va completar al maig de 1991.